# باشگاه فوتبال کارشالتون اتلتیک
باشگاه فوتبال کارشالتون اتلتیک (به انگلیسی: Carshalton Athletic Football Club) یک باشگاه فوتبال در شهر کارشالتون ، کشور انگلستان است که در سال ۱۹۰۵ میلادی تأسیس شده‌است.